# همزیستی دوسویه

همزیستی دوسویه یا همیاری به برهم‌کنش میان دو جاندار از دو گونهٔ متفاوت گفته می‌شود که در چنین رابطه‌ای، هر یک از آنها از فعالیت دیگری بهره و سود می‌برد. همانند چنین برهم‌کنش‌هایی میان دو جاندار از یک گونه را هم‌کاری می‌گویند. هم‌زیستی دوسویه در برابر رقابت دیگرگونه‌ای قرار دارد که در آن هر یک از گونه‌ها کاهش سازگاری، بهره‌کشی، و انگلی را در رابطه‌اش تجربه می‌کند بطوریکه یکی از گونه‌ها، به بهای زیان گونهٔ دیگر، بهره می‌برد. در رابطهٔ همزیستی، دو گونه در نزدیکی همدیگر زندگی می‌کنند و انواع آن عبارت است از: هم‌زیستی دوسویه، هم‌زیستی انگلی، و همسفرگی. رابطه‌های همزیستی گاهی، و نه همیشه، دوسویه می‌شود.